# 續武經總要
《續武經總要》為明朝名將俞大猷與其恩師趙本學所合編，其中融合了趙本學《韜鈐內外篇》七卷與俞大猷《韜鈐續篇》一卷，刊刻於明嘉靖三十六年。